# Bill Hunter Trophy
Bill Hunter Trophy byla hokejová trofej udělovaná každoročně nejproduktivnějšímu hráči v základní části ligy World Hockey Association. Trofej byla pojmenována po Billu Hunterovi, zakladatel Alberta Oilers (dnes Edmonton Oilers).

## Držitelé Bill Hunter Trophy
| Rok       | Jméno         | Tým                       |
| --------- | ------------- | ------------------------- |
| 1978/1979 | Réal Cloutier | Quebec Nordiques          |
| 1977/1978 | Marc Tardif   | Quebec Nordiques          |
| 1976/1977 | Réal Cloutier | Quebec Nordiques          |
| 1975/1976 | Marc Tardif   | Quebec Nordiques          |
| 1974/1975 | André Lacroix | San Diego Mariners        |
| 1973/1974 | Mike Walton   | Minnesota Fighting Saints |
| 1972/1973 | André Lacroix | Philadelphia Blazers      |